# Stagira

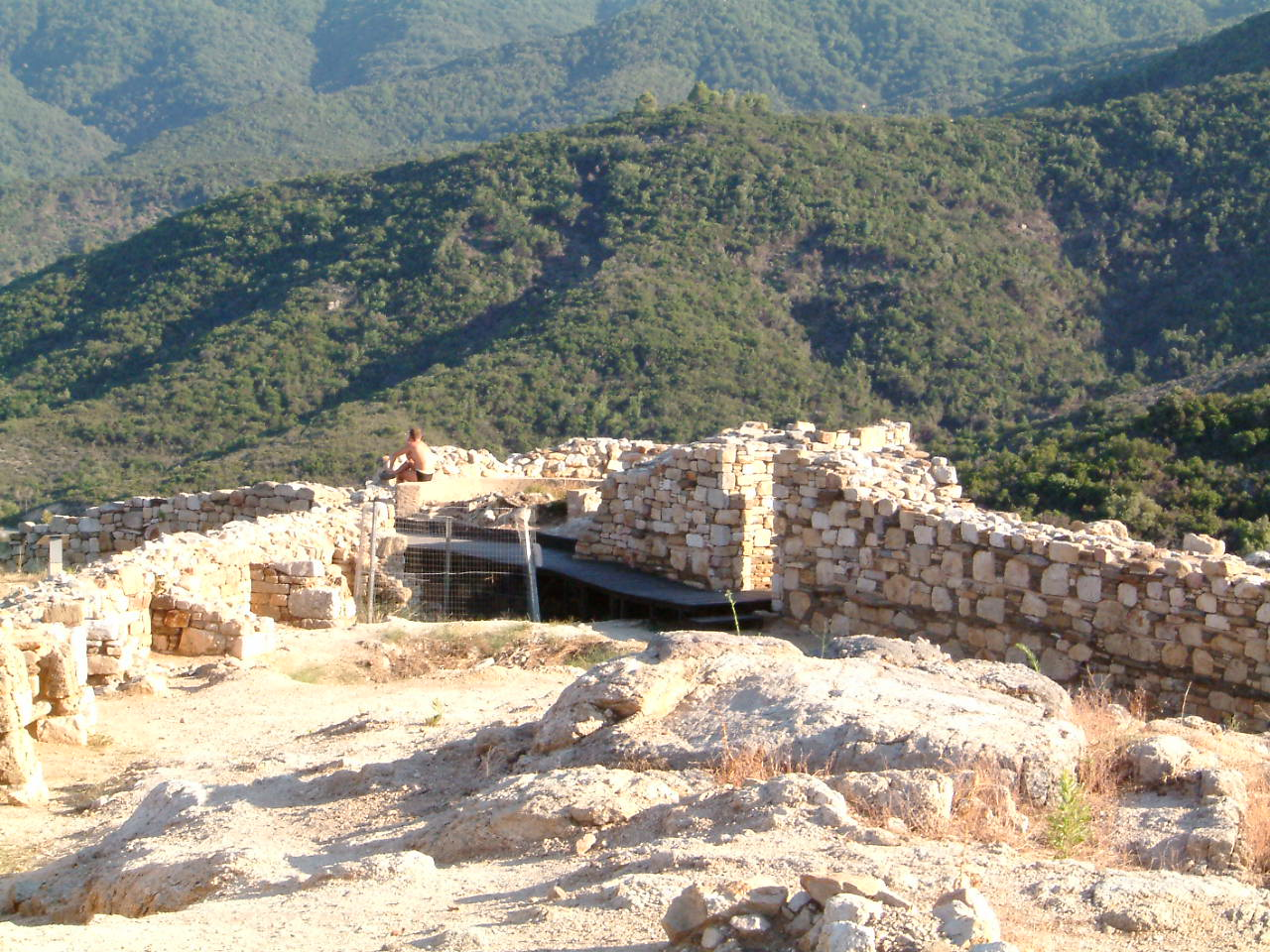
Resturi ale vechilor ziduri ale cetăţii Stagira

Stagira (Greacă: Στάγειρα, [ˈs̠taʝirɐ]) era o cetate în Grecia antică, situată în nord-estul peninsulei Halkidiki, care se află în nordul Greciei. Stagira este cunoscută ca locul de naștere al lui Aristotel (în 384 î.Hr.).
Stagira a fost fondată în 655 î.Hr. de coloniștii ionieni din Andros. Xerxes I al Persiei a ocupat-o în 480 î.Hr. Filip al II-lea a reconstruit cetatea ca răsplată pentru educația primită de fiul său, Alexandru cel Mare, de la Aristotel.